# Karel Dodal
Karel Dodal (28. ledna 1900 Praha – 6. července 1986 Fort Lee, New Jersey) byl český kreslíř, výtvarník a režisér, specialista na trikový animovaný film, jenž svou profesionální kariéru zahájil ve 20. letech. Je pokládán za průkopníka profesionální české filmové animace.

## Život
Po skončení první světové války, které se účastnil jako voják, se začal učit lakýrníkem. Brzy se uplatnil jako malíř kulis v pražském divadle Uranie, kde si také příležitostně zahrál malé role. Od poloviny 20. let našel uplatnění jako kreslíř a filmový odborník v pražské filmové společnosti Elekta Journal, pro niž vytvářel filmové triky, kreslené grafy a animované reklamní snímky. Dlouholetou spolupracovnicí Dodala se stala jeho partnerka a později manželka Hermína Týrlová. Podle jejího námětu vytvořili svůj první animovaný (nezveřejněný) film Zamilovaný vodník. Kreslené filmy, na kterých Dodal pracoval v Elekta-Journalu, byly převážně reklamní grotesky. Zpravidla šlo o krátký humorně laděný snímek, do jehož závěru bylo zakomponováno reklamní sdělení (Poučení kocoura Felixe, Plavčíkem na slané vodě ad.)  jež byly v kinech promítány před hlavním filmovým programem. V této době dokončili manželé dva "autorské" filmy. Trikový snímek Bimbovo smutné dobrodružství, v němž Karel Dodal vytvářel sám postavu malíře, vycházel z poetiky amerického  seriálu Maxe Fleischera Z kalamáře ven. Krátce po Bimbovi byl přihlášen k cenzuře další dodatek z dílny dvojice – nezachovaný snímek Tommy a mořská panna. Na konci 30. let, se změnou strategie Elekta Journalu, ztratili manželé Dodalovi produkční základnu. Jejich pokus o založení vlastního ateliéru se nezdařil. 

### IRE-film
V roce 1932 se setkal Karel Dodal s Irenou Leschnerovou, rozenou Rosnerovou, s níž ho spojila vize tvorby moderního evropského animovaného filmu. Založili v Praze IRE-film, první profesionální ateliér animovaného filmu. Hlavní animátorkou ateliéru se stala Dodalova první manželka, která se po rozvodu vrátila ke svému dívčímu jménu Týrlová. Ekonomickou základnu produkce vytvářely filmové reklamy. V roce 1935 získali první velkou a prestižní zakázku od Radiojournalu a natočili – spolu s loutkářem Josefem Skupou první kreslený celovečerní naučný snímek Všudybylovo dobrodružství. Hudbu k filmu složil Jaroslav Ježek a v jejich ateliéru se tenkrát seznámil s možnosti filmové animace mladý Jiří Trnka. V období 1934–1938 natočil Ire-film na 30 filmů, které vytvářejí etalon moderní české filmové reklamy. O uměleckém programu této dvojice svědčí např. filmy Fantasie érotique či Myšlenka hledající světlo, a také řada scénářů nerealizovaných snímků. Karel Dodal plnil v Ire-filmu nejen funkci hlavního výtvarníka a kameramana, ale zajišťoval produkci i z hlediska technického vybavení s mnoha improvizovanými inovacemi. Krize konce 30. let se odrazila v absenci poptávky po reklamních filmech a Ire-film v roce 1938 končil produkci. Manželé uvažovali o emigraci do Paříže, resp.USA, odejet včas se podařilo pouze Karlu Dodalovi. Jeho žena odeslala na počátku Protektorátu do USA filmové vybavení ateliéru včetně kamery a kopie reklamních filmů.(Filmy deklarované jako filmové odstřižky se vrátily do Prahy až v roce 1989.) Umožnila tak navázat manželovi v USA na práci v animovaném filmu. Na minnesotské univerzitě natáčel se studenty barevný animovaný film o místním bájném obrovi Paulovi Bunyanovi. Film podle scénáře českého filmaře a novináře Otto Rádla nebyl dokončen. 

### Emigrace
Irena Dodalová byla na počátku 40. let deportována do ghetta Terezín. Dodalovi se znovu setkali až po skončení druhé světové války, kdy se v USA snažili navázat na svou někdejší produkci animovaných filmů. Dodal se věnoval i přednáškové činnosti, ale v praxi se manželům příliš nedařilo, a proto přijali pracovní nabídku z Argentiny, kde natáčeli mimo jiné kreslené výukové a reklamní filmy.  Počátkem šedesátých let se Dodal již bez manželky vrátil zpět do USA, kde se uplatnil jako filmový technický expert v NASA. V Americe žil až do své smrti.